# Manzanares Club de Fútbol
El Manzanares Club de Fútbol es un equipo de fútbol español del municipio de Manzanares (Ciudad Real). Fue fundado en 1953 y en la temporada 2024-2025 está jugando en el grupo XVIII de la Tercera Federación. 
En junio de 2024, se anunció que el equipo jugaría en la Tercera Federación la próxima temporada, tras vencer al CD Madridejos en el play-off de ascenso tras quedar tercero en el grupo I de la Primera Autonómica Preferente de Castilla-La Mancha.

## Estadio
El equipo juega como local en el Estadio José Camacho, el cual dispone de 700 butacas y tiene una capacidad para 5.000 espectadores.

## Trayectoria en las últimas temporadas
| Temporada | Nivel | División                                                                               | Puesto   |
| --------- | ----- | -------------------------------------------------------------------------------------- | -------- |
| 2007-08   | 6     | 1.ª Autonómica (Grupo II)                                                              | 1.º      |
| 2008-09   | 5     | 1.ª Autonómica Preferente (Grupo I)                                                    | 6.º      |
| 2009-10   | 5     | 1.ª Autonómica Preferente (Grupo I)                                                    | 1.º      |
| 2010-11   | 4     | 3.ª (Grupo XVIII)                                                                      | 13.º     |
| 2011-12   | 4     | 3.ª (Grupo XVIII)                                                                      | 12.º     |
| 2012-13   | 4     | 3.ª (Grupo XVIII)                                                                      | 13.º     |
| 2013-14   | 4     | 3.ª (Grupo XVIII)                                                                      | 11.º     |
| 2014-15   | 4     | 3.ª (Grupo XVIII)                                                                      | 4.º      |
| 2015-16   | 4     | 3.ª (Grupo XVIII)                                                                      | 16.º     |
| 2016-17   | 5     | 1.ª Autonómica Preferente (Grupo I)                                                    | 8.º      |
| 2017-18   | 5     | 1.ª Autonómica Preferente (Grupo I)                                                    | 4.º      |
| 2018-19   | 5     | 1.ª Autonómica Preferente (Grupo I)                                                    | 5.º      |
| 2019-20   | 5     | 1.ª Autonómica Preferente (Grupo I)                                                    | 1.º      |
| 2020-21   | 4     | 3.ª Primera Fase (Grupo XVIII; Subgrupo A) 3.ª Segunda Fase (Grupo XVIII; Permanencia) | 9.º 10.º |
| 2021-22   | 6     | 1.ª Autonómica Preferente (Grupo I)                                                    | 3.º      |
| 2022-23   | 6     | 1.ª Autonómica Preferente (Grupo I)                                                    | 12.º     |
| 2023-24   | 6     | 1.ª Autonómica Preferente (Grupo I)                                                    | 3.º      |

LEYENDA
```
: Ascenso de categoría

: Descenso de categoría
```

## Historial en Tercera División
- Temporadas en Tercera División: 23.
- Mejor puesto en la liga: 4º.
- Peor puesto en la liga: 19º.

### Trofeos amistosos
- Trofeo Rosa del Azafrán: (4) 1984, 1990, 1994, 2013
- Trofeo de la Uva y el Vino: (2) 1993, 2016
- Trofeo Puerta de Toledo: (1) 1976